# Яблонув (Любуське воєводство)
Яблонув (пол. Jabłonów, нім. Schönbrunn) — село в Польщі, у гміні Бжезьниця Жаґанського повіту Любуського воєводства.
Населення — 617 осіб (2011).
У 1975-1998 роках село належало до Зеленогурського воєводства.

## Демографія
Демографічна структура станом на 31 березня 2011 року:
|          | Загалом | Допрацездатний вік | Працездатний вік | Постпрацездатний вік |
| -------- | ------- | ------------------ | ---------------- | -------------------- |
| Чоловіки | 300     | 62                 | 215              | 23                   |
| Жінки    | 317     | 69                 | 194              | 54                   |
| Разом    | 617     | 131                | 409              | 77                   |